# 玛格达·戈培尔
玛格塔·戈培尔（德語：Johanna Maria Magdalena "Magda" Goebbels，1901年11月11日—1945年5月1日），全名约翰娜·玛丽娅·玛格德莱娜·戈培尔，纳粹德国宣传部长约瑟夫·戈培尔的妻子。她是纳粹党的重要成员，也是阿道夫·希特勒的亲密盟友和政治上的支持者。
二战末期柏林即将被苏军攻占时，玛格塔与丈夫戈培尔先是毒杀了他们的六个孩子，然后双双自杀。

## 童年与青年
玛格塔1901年出生于柏林，父亲奥斯卡·里切尔是一位工程师，母亲奥古斯特·贝伦德则是其父家中的女管家。在私生女玛格塔出生后，两人在1901年底结婚，后又迅速于1904年离婚。一些资料中提到玛格塔的父母在其出生前已经结婚——意味着玛格塔是合法的婚生子:13，但并没有什么证据能够支持这一点。
玛格塔的童年颇为不幸。五岁时，她的母亲将她带到科隆交给她的父亲。后者将玛格塔带往布鲁塞尔，并在那里将她交给了菲尔福尔德的一家修道院:16。修道院中的人们对她的记忆是“一个活泼、聪慧的小女孩”。
玛格塔的母亲后来结识了理查德·弗里德兰德，后者是一位德国犹太人，也是一位成功的成衣商。两人于婚后的1908年前往布鲁塞尔，与玛格塔团聚:16。玛格塔在新组建的家庭中享受了一段幸福时光，玛格塔还主动将姓氏由生父的里切尔改为继父的弗里德兰德，并一直将该姓使用了多年。1914年第一次世界大战爆发，德国入侵比利时，为了躲避比利时人对德国侨民的报复，玛格塔全家成为难民，离开了比利时。玛格塔的母亲也在这时与日渐穷困的弗里德兰德离婚。颇具讽刺意味的是，这位对玛格塔颇为慈爱的犹太继父，后来正是死于纳粹的布痕瓦尔德集中营中。
玛格塔与母亲在她上高中时搬到柏林，在那里玛格塔结识了后来成为犹太复国主义运动领袖的海姆·阿罗佐罗夫的妹妹，丽莎·阿罗佐罗夫。两人的共同犹太背景使她们很快成为朋友，而按照一般的说法，玛格塔不久就与海姆·阿罗佐罗夫相恋。但阿罗佐罗夫最终还是离开了玛格塔，前往巴勒斯坦投身犹太复国主义事业，于1933年在巴勒斯坦遭到暗杀。

## 与君特尔·匡特的婚姻

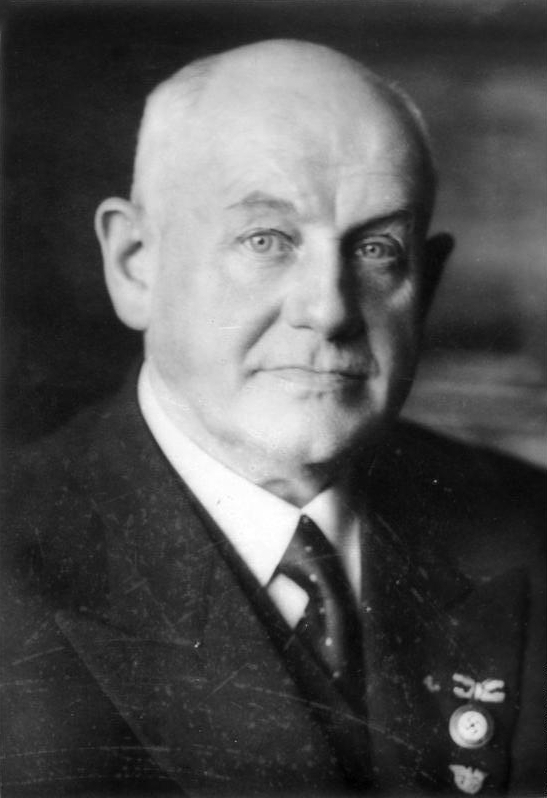
玛格塔的第一任丈夫，君特尔·匡特

17岁那年，在返校的火车上，玛格塔结识了金特·匡特——一位持有宝马与戴姆勒-奔驰大量股份，比她岁数大上一倍的德国工业巨头。丧偶的匡特对玛格塔一见倾心。虽然其貌不扬，但是匡特在追求玛格塔时却可谓费尽心机，比如在玛格塔的学校里心甘情愿地为其修脚以献殷勤:29。婚前，匡特要求玛格塔将姓氏改回里切尔，并由天主教改宗新教:31。两人在1921年1月4日结婚，当年11月1日，她的第一个孩子，哈拉尔德诞生。哈拉尔德也是玛格塔的孩子中唯一的战争幸存者。
因为与匡特聚少离多，玛格塔很快便对婚姻感到失望。不久，这位23岁的少妇就对她年方18岁的继子赫尔穆特·匡特产生了浓厚兴趣——然而后者却在1927年因阑尾炎并发症去世。之后玛格塔与丈夫在美国驾车旅行了半年，其间玛格塔又让时任美国总统胡佛的侄子对她想入非非:61。后来玛格塔与匡特离婚之后，这位年轻人还不远万里从美国来到德国向玛格塔求婚——这幕闹剧的结局是一场车祸，玛格塔受了重伤:77。
匡特雇请了私家侦探来调查玛格塔的出轨，并在1929年不得不与之离婚。尽管如此，匡特在离婚时还是做出了相当大方的财产分配安排。

## 与约瑟夫·戈培尔的婚姻

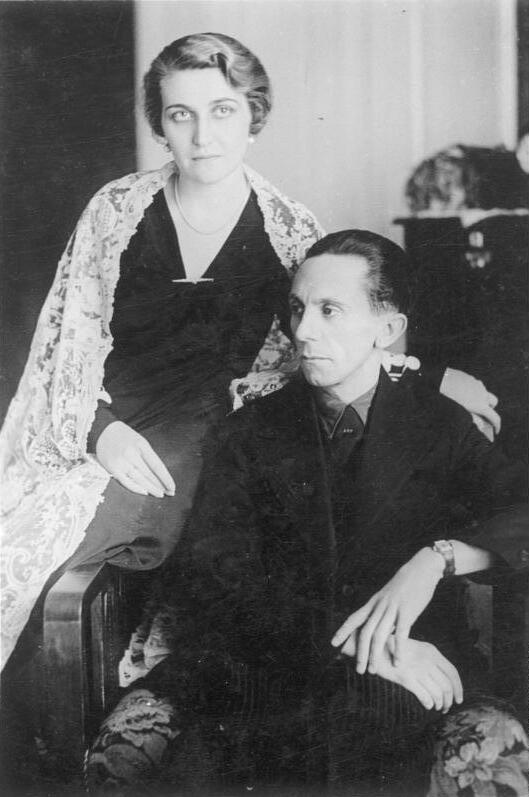
约瑟夫·戈培尔与玛格塔·戈培尔夫妇

年轻漂亮又不用工作的玛格塔，听从朋友的建议，参加了纳粹党的一次会议。一位演讲者——当时的纳粹柏林地区领导人，约瑟夫·戈培尔给玛格塔留下了深刻的印象。她在1930年9月1日加入纳粹党，虽然一开始未被鉴定为积极分子，却也做了些志愿工作。后来她从地方支部被调往党中央，担任戈培尔副手汉斯·曼思豪森的的秘书，不久之后则被戈培尔邀请负责管理他的私人文件:82
。1931年12月19日，玛格塔与戈培尔结婚，结婚地点是其前夫匡特在梅克伦堡的农场，证婚人则是希特勒。
按照奥托·瓦格纳的说法，玛格塔也是在那段时间见到了阿道夫·希特勒，并且两人似乎都颇为对方所吸引，而玛格塔与戈培尔的结合从某种程度上则是希特勒的安排。据说，由于希特勒打算终身不婚，因此作为纳粹最为名高位显的官员——宣传部长——的妻子，玛格塔曾被暗示她最终可能会扮演第三帝国“第一夫人”的角色。而玛格塔的社交圈子和上流社会风范据说也多多少少影响了戈培尔的爱好取舍。
玛格塔曾经的上司曼思豪森，对此的回忆则有所不同。虽然他也认为希特勒对玛格塔颇为倾心:91，但对于戈培尔夫妇而言，希特勒更是他们年轻时的一位极其亲密的朋友。那时希特勒常常深夜造访戈培尔家，希特勒也常一边把戈培尔的长女海尔佳抱在膝盖上，一边与戈培尔彻夜长谈。在1933年遭遇一次未遂的投毒阴谋之后，希特勒更是让玛格塔来负责他的所有饮食:97-99。
戈培尔和玛格塔育有六个子女:240-241：
- 海尔佳·苏珊妮·戈培尔
- 希尔德加德·特劳德尔·戈培尔
- 赫尔穆特·克里斯蒂安·戈培尔
- 赫尔丁·凯瑟琳·戈培尔
- 海德维希·约翰娜·戈培尔
- 海德伦·伊丽莎白·戈培尔

戈培尔与玛格塔结婚后，仍与许多女性保持着婚外情。其中最广为人知的女性之一就是捷克女演员利达·巴洛娃。由于对巴洛娃迷恋至深，戈培尔甚至抱怨过不该和玛格塔结婚。有一次，玛格塔参加了电影《太尔西特之旅》的首映式，结果影片的内容是一位德国良家妇女眼睁睁地看着一个外国女人勾引了他的丈夫——与戈培尔一家的情形巧合地相似——玛格塔当即拂袖而去。玛格塔向希特勒请求允许与戈培尔离婚，结果则是巴洛娃被打发走了事。戈培尔为此十分消沉，以致于他要被贬去做驻日大使的流言一度甚嚣尘上:194。玛格塔本人也被传出有几段婚外情，对象之一就是戈培尔的副手卡尔·汉克:278。

## 战争年代

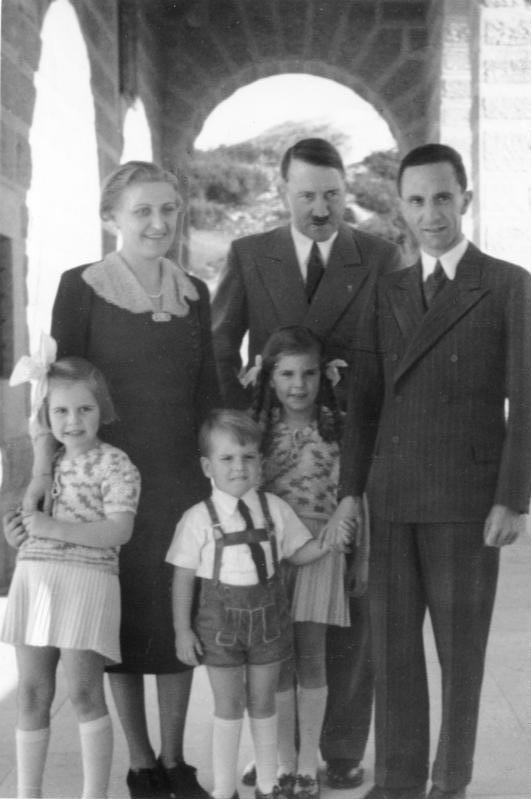
希特勒与戈培尔一家

玛格塔与戈培尔两人都从他们与希特勒的密切关系中获益良多。作为纳粹德国宣传部长的戈培尔与妻子始终在政治上支持希特勒。尽管如此，玛格塔也在私下里表露过对前景的怀疑，尤其是在东线战局开始不利的情况下。1942年11月9日当和一群朋友一起聆听希特勒的演讲时，她关掉了收音机并且大喊道：“我的天，都是扯淡”:219。据说她还在1944年评论希特勒说：“他已经听不进理性的声音了，他只相信那些顺着他耳根子说话的人”:222。
没有证据表明玛格塔曾经试图从对犹太人的大屠杀中营救她的犹太继父，尽管他的最终结局不得而知，但一般认为他死在了集中营裡，死时用的是“马克斯·弗里德兰德”的假名。他的一位犹太学校友人代她女儿提出的请愿书表明，他似乎也在集中营中落下了耳聋的疾病。有人曾问起玛格塔她丈夫的反犹立场究竟如何，对此她答道：“元首希望这样，约瑟夫就必须遵从”:127。
从战争一开始，玛格塔的全部热情就投入到的丈夫的宣传机器中。她的其他官方活动则包括招待外国国家元首的夫人们，慰劳军队和战争遗属等等。
玛格塔与匡特的孩子，哈拉尔德，成为了一名德国空军飞行员并在前线作战。与此同时玛格塔则按一名“爱国母亲”的标准参加了红十字会的护士训练，并且到电子公司工作，她坚持和其他工人一样坐公共汽车上班。
战争临近结束之际，玛格塔忽然患上了三叉神经痛:302。病情影响到她的一条面部神经，虽然不甚有害但却能导致严重疼痛，并且难以治疗。这使得她在之后经常卧病在床，在1944年8月底还曾一度为此住院:141,228,234。

## 自杀身亡
1945年4月底苏联红军攻入柏林，关于苏军在进军时大肆奸淫掳掠的事情也在柏林传开。戈培尔举家迁到帝国总理府花园下方、连接着元首地堡的“前地堡”中。他们所住的房间中，有一间要腾出来给希特勒的私人医生西奥多·莫雷尔居住；只有一个浴室还是属于希特勒本人的，不过希特勒特别准许玛格塔和孩子们使用这个浴室。
在自杀前两天，玛格塔给正被关押在北非战俘营中的儿子哈拉尔德写了一封诀别信。这封信也是玛格塔的唯一遗书：

亲爱的儿子！我们已经在元首地堡里待了6天了，爸爸（指戈培尔）、你的6个弟弟妹妹还有我，都准备要为荣耀的最后献出我们的国家社会主义的生命了……你要知道，我是违背了你爸爸的意愿留下来的，而且上星期天元首也希望让我突围出去。可你是晓得你的母亲的，我们流着相同的血，你知道我不会在这种时候动摇。我们的伟大理想被摧毁了，我此生所知的一切美好壮丽的事物亦将不复存在。没有了元首，没有了国家社会主义，苟活亦无意义，因此我将带着孩子们一起自杀，因为将来的世界容不下他们的美好。相信当我对他们施以救赎之时，仁慈的主亦能谅我苦心……这些孩子们多好啊……不哭不闹，没有一句怨言。爆炸的冲击波摇晃着这地堡，年长的孩子护佑着他们的弟妹。他们在这裡就是一种祝福，总能让元首会心微笑。愿上帝给予我力量，度过最后的难关。我们只剩下一个目标：忠于元首，直至死亡。哈拉尔德，我亲爱的儿子，我想告诉你我用这一生所学到的：那就是忠诚！忠于自己，忠于人民，忠于我们的国家！……为我们自豪吧，把我们留在珍贵的回忆中……

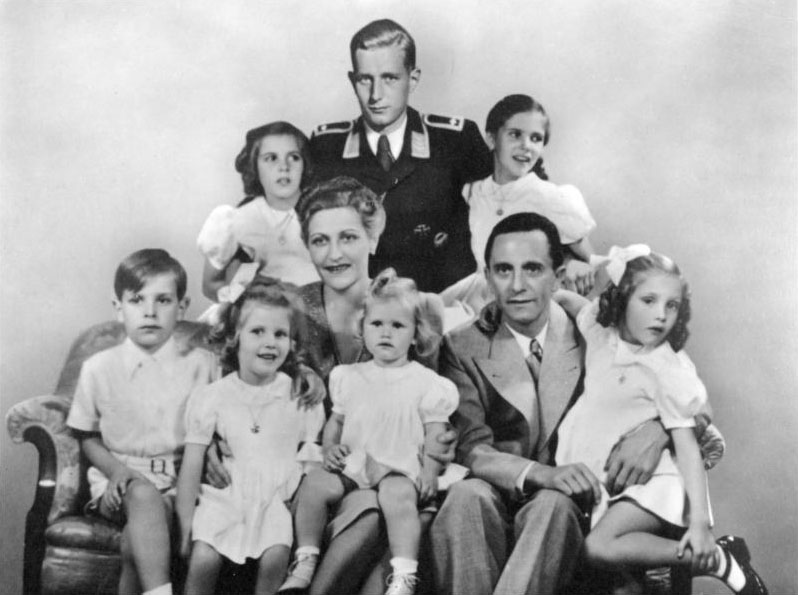
戈培尔一家。其中哈拉尔德·匡特（后排站立者）是通过修改被加进了这张照片中

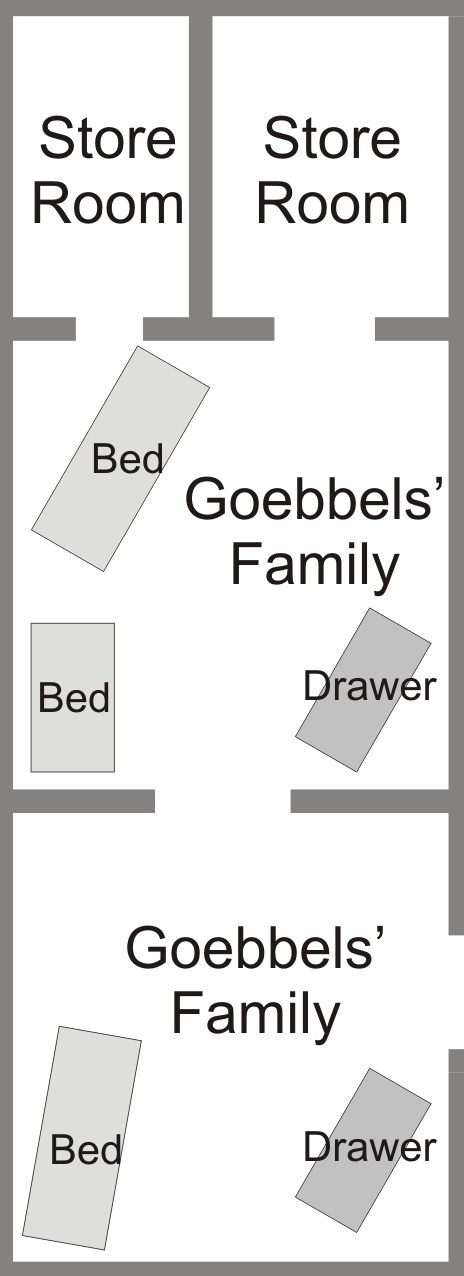
戈培尔一家最后所居住的“前地堡”平面图

戈培尔的最后遗言，则是口述并由希特勒的秘书特劳德尔·荣格用打字机记录。戈培尔在遗嘱中说，玛格塔和孩子们支持了他拒绝撤离柏林和在地堡内求死的决心。他还在遗言中强调说，要是孩子们年龄足够大，能够表达自己的想法，也一定会支持他的（自杀）决定:260。
希特勒和他的新婚妻子爱娃·布劳恩在4月30日下午自杀。第2天也就是1945年5月1日，戈培尔夫妇首先给6个孩子灌下吗啡将其麻醉，然后在他们口中掐碎氰化钾胶囊将他们毒死。各种记录对于玛格塔在其中究竟扮演了何种角色记述有所不同。有些文献中说是党卫队军医路德维希·施图姆菲格给孩子们喂的氰化钾，但由于没有当事人在战后幸存（施图姆菲格于当天晚些时候失踪，后被证实在突围未果后自杀），因此此事也就无法查明。
历史学家奥唐奈尔则认为虽然施图姆菲格可能参与了对孩子们的毒杀，但真正下手的还是玛格塔·戈培尔本人。多数目击者们之所以指称是施图姆菲格所为，可能是由于归罪于这样一个失踪者较为容易。根据奥唐奈尔的记录，施图姆菲格本人也可能被下了药，以使他在执行下毒命令时更加听话可靠。
另一位历史学家汉斯-奥托·迈斯那则认为施图姆菲格当时拒绝了参与毒杀孩子们的任务，而且“一个乡下医生，从敌占的东部地区忽然出现在地裡里，执行完一个骇人的任务之后又匆匆消失”，这样的说法听起来也太不可思议:270。
总之玛格塔似乎早在1个月前就打定主意要杀死孩子们，这样的想法也从她的谈话中透露出来:242。她拒绝过许多人包括阿尔伯特·斯佩尔所提出的，将孩子们偷运出柏林的方案。
孩子们的尸体晚些时候被攻入地堡的苏军发现。他们死时穿着睡衣，女孩子的头发上还绑着丝带。在年纪最大的孩子12岁的海尔佳身上发现了瘀伤，证明她曾一度醒来并在被杀前有过一番挣扎。
元首地堡的最后幸存者，罗胡斯·米施，曾这样告诉BBC记者他目击到的情形：

希特勒刚死，戈培尔夫人就带着孩子们走到地堡下面来了。她开始着手准备杀死他们。这些事她不能在地面上处理，大家都会看见的，会阻止她的。所以她才要下到地堡里，一般人是不许进来的。她下来就是为了杀死他们。那些孩子就在我旁边，在我背后，我们都知道将要发生什么、明白的很。我看见了希特勒的私人医生，施图姆菲格博士，给了孩子们些东西喝，那是些糖浆之类的东西，后来施图姆菲格过去帮着杀死了他们。所有我们这些人都知道发生了什么，过了一两个小时，戈培尔夫人哭着出来了。她坐在桌边，开始玩纸牌游戏，千真万确，这就是当时发生的事。

杀死孩子们之后，戈培尔夫妇走出地堡，来到外面的花园。他们这样做是为了避免需要其他人在他们自杀后搬运他们的尸体（希特勒夫妇自杀后就是这种情形）。有一些记述中说，当时玛格塔不由自主地全身晃动。至于他们究竟是怎样自杀的，各种记录也莫衷一是。一位党卫军军官说他们都服下了氰化钾，然后由一队党卫军军人射杀；也有说按照他们的要求，他们是被机关枪打死的。在另一份记述中，约瑟夫·戈培尔先射杀了玛格塔，然后饮弹自尽。影片《帝国的毁灭》里面，采取的就是这种说法。之后两人的尸体被用汽油浸泡，但只烧了部分并且没有掩埋。5月2日苏军士兵发现了被烧成炭的尸体，而戈培尔被烧坏的面部照片也广为流传。
在那之后，戈培尔一家的尸体被反反复复地挖出和掩埋，遭遇相同命运的还有希特勒、爱娃·布劳恩、汉斯·克莱博斯将军以及希特勒的狗:111,333。最后一次掩埋是在1946年2月21日，地点是马格德堡的一处苏军特种部队设施中。到了70年代，克格勃领导人尤里·安德罗波夫下令摧毁这些遗骸:333。1970年4月4日，一支克格勃秘密小队凭着详细的墓葬地图，发掘出了5具木制棺材，并将其中的尸体火化，骨灰粉碎后抛入易北河的一条支流彼得利兹河中:335-336。

## 后世影视作品中的玛格塔·戈培尔
- Helga Kennedy-Dohrn在1955年的西德电影《希特勒的最后十天》中扮演玛格塔·戈培尔；
- Barbara Jefford在1973年的英国电影《希特勒的最后十天》中扮演玛格塔·戈培尔；
- 派珀·劳瑞在1981年的美国电视剧《地堡》中扮演玛格塔·戈培尔；
- Jill Richardson在2003年的英国电视片《震撼世界的日子》中扮演玛格塔·戈培尔；
- Corinna Harfouch在2004年的德国影片《帝国的毁灭》中扮演玛格塔·戈培尔[16]。